# The Black Book: Imbalance of Power and Wealth in the Sudan
The Black Book: Imbalance of Power and Wealth in the Sudan, allmänt känt som Black Book (arabiska: الكتاب الأسود al-kitab al-aswad), är en sudanesisk bok där författarna argumenterar för att det finns ett odemokratiskt mönster i Sudan. De påvisar med hjälp av statistik att den norra delen av landet har den politiska makten och att den södra delen är marginaliserad och diskriminerad. Boken publicerades i två delar, den första i maj år 2000 och den andra i augusti 2002. Vid publiceringen var författarna anonyma, men det har sedan dess framkommit att författarna hade starka kopplingar till rebellgruppen Justice and Equality Movement, som var aktiv i Darfurkonflikten som senare bröt ut i Darfur. 